# Jan Andersson (journalist)
Jan Olof Gunnar Andersson, född 12 augusti 1973 i Lyse församling i Lysekils kommun i Göteborgs och Bohus län, är en svensk journalist och utrikeskorrespondent, sedan 1999 anställd vid Sveriges Radio. Sommaren 2014 tillträdde han som korrespondent för Sveriges Radio i Bryssel. Därifrån har han till uppgift att bevaka Europeiska unionen och Nato.  
Sedan hösten 2018 och fram till årsskiftet arbetade han vid Ekonomiekot. 
Under det första halvåret 2023 var Jan Andersson Sveriges Radios EU-reporter.
Den första juli samma år blev Jan Andersson Nato-reporter vid Ekoredaktionen. Som sådan bevakade han toppmötet för Nato i Vilnius där Turkiet gav grönt ljus för Sveriges ansökan till Nato, dock väntas landets parlament avvakta med att slutligen ratificera ansökan.
Han är journalistutbildad vid Ljungskile folkhögskola och har även studerat statskunskap vid Göteborgs universitet.
Åren 1997–1998 var han anställd på TV 4 Fyrstad i Uddevalla som reporter, redaktör och programledare. 
Han började på Ekoredaktionen år 2001. Jan Andersson i flera omgångar varit Sveriges Radios utrikeskorrespondent i Mellanöstern. Han har rapporterat från flera krig och väpnade konflikter, bland annat i Libanon, i konflikten Georgien–Sydossetien och Ryssland, samt Gazakriget år 2009. Han har även varit nyhetschef vid P4 Göteborg och arbetat på P4 Väst i Uddevalla. 
Andersson har även varit chef för Ekoredaktionens riksbevakning och rikskorrespondenter samt varit reporter på Ekonomiekot.
I januari 2018 hamnade Andersson på tidningen Lands lista "Sveriges 100 hetaste lantisar" och återfanns på plats 74 på listan. 
Han är gift med Michelle Andersson, ogift Bergman (född 1973).